# Jan van Heteren
Jan Hijko van Heteren (Batavia, 20 december 1916 - Breda, 30 juni 1992) was een Nederlands waterpolospeler.
Jan van Heteren nam eenmaal deel aan de Olympische Spelen in 1936. Hij eindigde met het Nederlands team op de vijfde plaats. Tijdens het toernooi speelde hij drie wedstrijden. In de competitie kwam hij uit voor HZ&PC uit Den Haag en Het Y uit Amsterdam.
Kees van Aelst · 
Lex Franken · 
Ru den Hamer · 
Jan van Heteren · 
Hans Maier · 
Soesoe van Oostrom Soede · 
Gé Regter · 
Herman Veenstra · 
Joop van Woerkom